# Lobolibethra boliviana
Lobolibethra boliviana är en insektsart som beskrevs av Frank H.Hennemann och Oskar V.Conle 2007. Lobolibethra boliviana ingår i släktet Lobolibethra och familjen Diapheromeridae. Inga underarter finns listade i Catalogue of Life.